# ماثيو أمواه
ماثيو أمواه (بالإنجليزية: Matthew Amoah) (مواليد 24 أكتوبر 1980 في تيما) لاعب كرة قدم غاني يلعب حاليا لصالح نادي بريدا الهولندي.

## روابط خارجية
- ماثيو أمواه على موقع الاتحاد الدولي (مؤرشف)  (الإنجليزية)
- ماثيو أمواه على موقع اتحاد تركيا (لاعب) (الإنجليزية)
- ماثيو أمواه على موقع قاعدة بيانات كرة القدم.إي يو (الإنجليزية)
- ماثيو أمواه على موقع بيانات كرة القدم. دي إي (الألمانية)
- ماثيو أمواه على موقع ناشيونال فوتبول تيمز (الإنجليزية)
- ماثيو أمواه على موقع Soccerway.com (الإنجليزية)
- ماثيو أمواه على موقع عالم كرة القدم.نت (الإنجليزية)
- ماثيو أمواه على موقع كووورة
- ماثيو أمواه على موقع AS.com (الإسبانية)